# Porotrichum plumosum
Porotrichum plumosum là một loài rêu trong họ Neckeraceae. Loài này được Renauld & Cardot mô tả khoa học đầu tiên năm 1894.